# Pain d'écorce

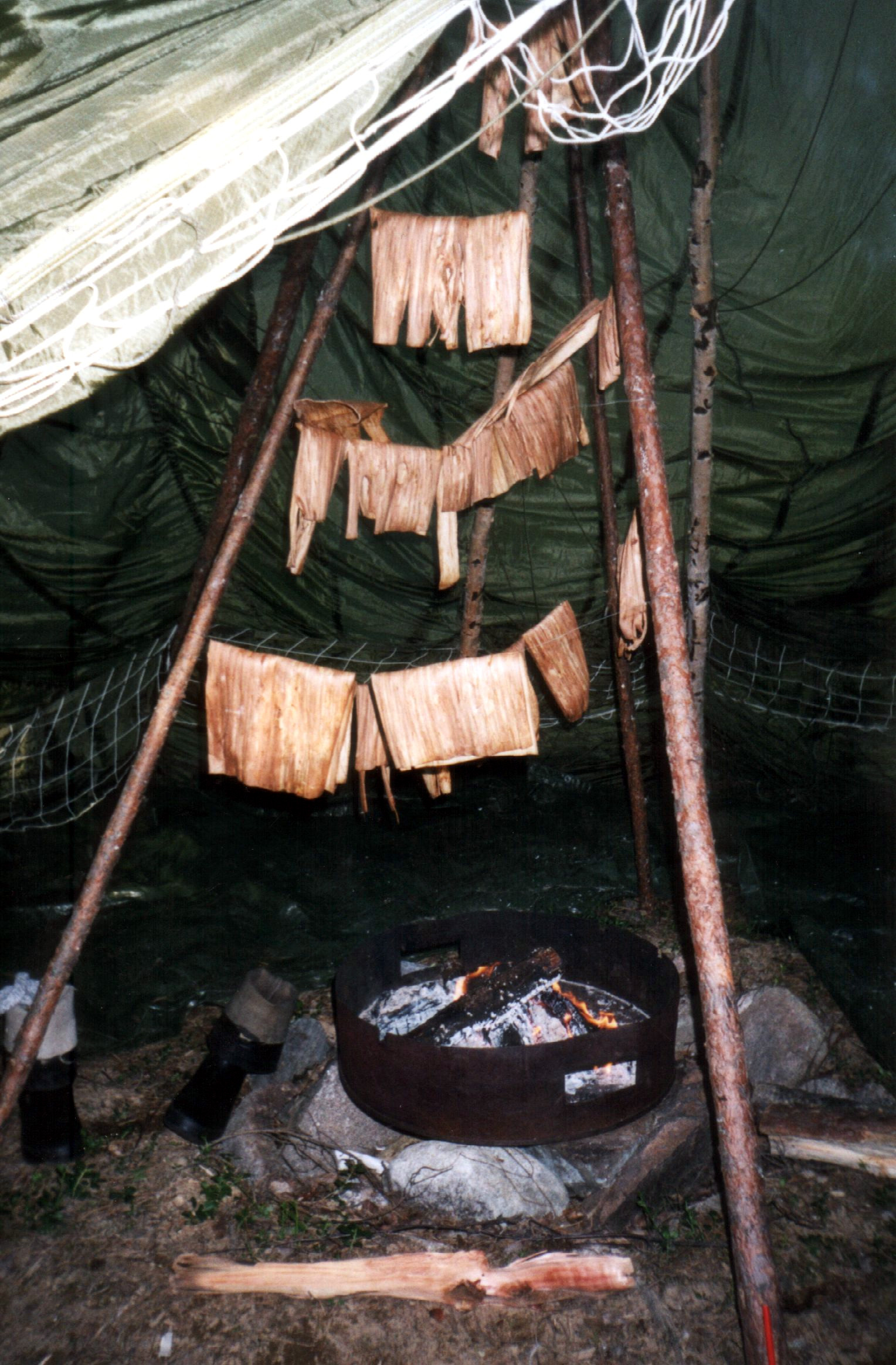
Séchage d'écorces pour la préparation du pain.

Le pain d'écorce est un pain fait à partir d'écorce de sapin et de tilleul ajoutée à la farine. Les Samis le fabriquaient avec une proportion d'écorce dépendant de leurs ressources alimentaires.
Ce genre de pain est mentionné dans la littérature médiévale et peut avoir une tradition encore plus ancienne parmi les Samis.
Au cours du XVIIIe et au début du XIXe siècle, l'Europe du Nord a connu plusieurs années de très mauvaises récoltes, en particulier au cours du petit âge glaciaire du milieu du XVIIIe siècle. Les récoltes de céréales ont été fortement réduites, et sont apparues des innovations pour faire durer la farine.
En 1742, des échantillons de « pain d'urgence » ont été envoyés de Kristiansand, en Norvège, à l'Administration royale de Copenhague ; parmi eux, le pain d'écorce, ainsi que le pain fabriqué à partir d'écales et du pain d'os brûlés.
Mais l'écorce peut aussi être préparée sous d'autres formes, mangée comme des pâtes par exemple.
La partie comestible de l'écorce est le liber (partie où circule la sève).
Pour l'utilisation du liber sous forme de pain :